# Ludwik Fleck
Ludwik Fleck, auch Ludwig Fleck (* 11. Juli 1896 in Lemberg, Österreich-Ungarn; † 5. Juni 1961 in Nes Ziona, Israel) war ein polnischer Mikrobiologe, Immunologe und Erkenntnistheoretiker. Sein philosophisches Hauptwerk Entstehung und Entwicklung einer wissenschaftlichen Tatsache ist ein Klassiker der modernen Wissenschaftsforschung, das einen erheblichen Einfluss in den Disziplinen Wissenschaftsgeschichte, Wissenschaftstheorie, Wissenschaftssoziologie und Ideengeschichte ausgeübt hat.
Nach Fleck muss eine erfolgreiche Erkenntnistheorie die historischen und sozialen Faktoren berücksichtigen, durch die Erkenntniskriterien geformt werden. Im Zusammenhang mit dieser These lehnt er die Formulierung universeller Erkenntniskriterien ab und gilt als Vordenker der Historischen Epistemologie. Flecks philosophisches Werk blieb zu seinen Lebzeiten weitgehend unberücksichtigt: In den ersten zwanzig Jahren nach der Veröffentlichung seines Hauptwerkes wurden vermutlich weniger als 500 Exemplare verkauft. Die neuere Rezeption wurde durch Thomas S. Kuhn angestoßen, der im Vorwort von Die Struktur wissenschaftlicher Revolutionen bemerkte, dass Fleck viele „meiner eigenen Gedanken vorwegnimmt.“
Fleck war im biowissenschaftlichen Bereich vor allem als Mikrobiologe, insbesondere als Fleckfieberforscher bekannt. Er beschrieb 1930 den ersten zuverlässigen Hauttest zum Fleckfiebernachweis.

## Leben
Ludwik Flecks Eltern, Sabina (geb. Herschdörfer) und Maurycy Fleck, die einen mittelständischen Malereibetrieb führten, teilten ihre polnische Muttersprache mit etwa drei Viertel und ihr jüdisches Religionsbekenntnis mit rund einem Viertel der Bevölkerung Lembergs. Neben Polnisch wurde in der Stadt, die bis zum Ersten Weltkrieg Kultur-, Handels- und Verwaltungszentrum des habsburgischen Kronlandes Galizien und Lodomerien war, vor allem Deutsch – das Fleck später ebenso fließend wie seine Muttersprache beherrschen sollte – sowie Jiddisch und Ukrainisch gesprochen.

### Ausbildung und Forschungstätigkeit in Lemberg (1914–1939)
Nach dem Besuch des polnischen humanistischen Gymnasiums begann Fleck 1914 an der Universität Lemberg ein Medizinstudium, das er im Zuge des Ersten Weltkrieges für den Militärdienst, in dessen Rahmen er als Arzt tätig war, unterbrechen musste. Ab 1920, noch vor seiner Promotion zum Dr. med. im Jahr 1922, war er als Assistent des Biologen und Fleckfieber-Spezialisten Rudolf Weigl zuerst in einem Militärlabor in Przemyśl und dann an der Universität Lemberg (polnisch Lwów) bereits im Bereich der Bakteriologie tätig.
1923 verließ Fleck die Universität, gründete ein privates bakteriologisches Laboratorium und übernahm am Allgemeinen Krankenhaus Lembergs die Leitung zuerst des bakteriologisch-chemischen Labors der Abteilung für Innere Medizin und später des bakteriologischen Labors der Abteilung für Haut- und Geschlechtskrankheiten. Im selben Jahr heirateten Ludwik Fleck und Ernestyna Waldmann; im Dezember 1924 kam ihr Sohn Ryszard zur Welt. Nach einem Studienaufenthalt am Serotherapeuthischen Institut der Universität Wien bei Rudolf Kraus 1927 übernahm Fleck die Leitung des bakteriologischen Laboratoriums der örtlichen Krankenkasse, bevor er ab 1935 – dem Erscheinungsjahr seines philosophischen Hauptwerkes Entstehung und Entwicklung einer wissenschaftlichen Tatsache – ausschließlich in dem von ihm selbst gegründeten Labor arbeitete.
Nach dem Überfall auf Polen, zu Beginn des Zweiten Weltkrieges, wurde Lemberg 1939 durch die UdSSR annektiert und Teil der Ukrainischen Sowjetrepublik. Fleck kehrte in seinen Beruf zurück und wurde in den folgenden zwei Jahren zum Dozenten und Leiter der Abteilung für Mikrobiologie am – aus der medizinischen Fakultät hervorgegangenen, aber nun selbständigen – Ukrainischen Medizinischen Institut und zum Direktor des Städtischen Hygiene-Instituts, außerdem nahm er die Funktion des Fachgutachters im Bereich der Serologie am (von Franciszek Groër geleiteten) Mutter-und-Kind-Institut wahr.

### Deportation ins Lemberger Ghetto und die Konzentrationslager Auschwitz und Buchenwald (1941–1945)
Mit der deutschen Besatzung Lembergs 1941 (im Zuge des Angriffs des Deutschen Reiches auf die Sowjetunion) verlor Fleck – als Angehöriger der imaginierten jüdischen Rasse – alle Positionen und wurde gezwungen, mit seiner Familie ins Ghetto Lemberg zu ziehen, wo er von nun an als Leiter des chemisch-bakteriologischen Labors im Jüdischen Krankenhaus, welches provisorisch im Gebäude eines früheren Gymnasiums eingerichtet worden war, arbeitete. Innerhalb kürzester Zeit und unter widrigsten Bedingungen entwickelte er mit seinen Kollegen ein Verfahren zur Herstellung von (im Ghetto dringend benötigtem) Fleckfieber-Impfstoff aus dem Urin Infizierter.
Da die im Krankenhaus verfügbare Infrastruktur völlig unzureichend für die Herstellung der benötigten Mengen des Serums war, nahm die Forschergruppe Kontakt mit dem (nun deutschen) Eigentümer der in Nähe des Ghettos gelegenen pharmazeutischen Fabrik Laokoon auf; Fleck und seine Mitarbeiter boten an, ihm das Patent für die Herstellung des Impfstoffs zu überlassen, wenn sie dafür die Möglichkeit erhielten, diesen in der Fabrik herzustellen. Nach Überprüfung der Forschungsergebnisse durch deutsche Mediziner wurde Fleck gemeinsam mit seiner Familie und einigen anderen Spezialisten im Dezember 1942 auf dem Gelände der Fabrik eingesperrt und gezwungen, die Arbeit am Fleckfieber-Impfstoff für die Deutschen fortzusetzen.
Bereits zwei Monate später, Anfang Februar 1943, wurde Fleck mit seiner Familie in das Konzentrationslager Auschwitz deportiert, wo er und sein Sohn zunächst schwerer körperlicher Arbeit zugeteilt wurden. Im März erkrankten beide an Fleckfieber, mussten die Arbeit aber trotz hohen Fiebers fortsetzen. Durch die Folgen eines – ihm von einem nationalistisch gesinnten Gefangenen zugefügten – Rippenbruches zusätzlich geschwächt, wurde Fleck schließlich im halb-bewussten Zustand ins Krankenhaus eingeliefert. Nach seiner Genesung arbeitete er als Leiter des serologischen Labors (dem auch seine Frau Ernestina Waldman und später sein Sohn Ryszard Fleck zugeteilt wurden) am Institut für Hygiene im Block 10 des Lagers – denselben Räumlichkeiten, in denen unter der Leitung des SS-Arztes Carl Clauberg medizinische Experimente an Häftlingen durchgeführt wurden.
Im Januar 1944 wurde Fleck auf Anordnung des SS-Wirtschafts- und Verwaltungshauptamts in das Konzentrationslager Buchenwald deportiert und dort bis zur Befreiung im April 1945 gezwungen, in einem Labor unter der Leitung von Erwin Ding-Schuler in Block 50 Forschungen zu einem Fleckfieber-Impfstoff für das Hygiene-Institut der Waffen-SS durchzuführen. Hier beteiligte er sich an einer Sabotage-Aktion: Die Gruppe lieferte bewusst unwirksamen Impfstoff an die SS und produzierte Proben wirksamen Impfstoffs lediglich für die an Mithäftlingen durchgeführten Kontrollen. Wie Fleck selbst überlebten seine Frau und sein Sohn den Krieg, alle anderen Familienangehörigen kamen um.

### Die Jahre in Lublin und Warschau, Auswanderung nach Israel (1945–1961)
Nach einem mehrmonatigen Krankenhausaufenthalt gingen Fleck und seine Frau nach Lublin, wo er als Leiter der Abteilung für medizinische Mikrobiologie der Fakultät für Medizin an der Maria-Curie-Skłodowska-Universität arbeitete, nach seiner Habilitation bei Ludwik Hirszfeld wurde er 1947 zum außerordentlichen und bereits 1950 zum ordentlichen Professor an der inzwischen selbständig gewordenen Medizinischen Universität Lublin ernannt. 1952 zogen sie nach Warschau, wo Fleck Direktor der Abteilung für Mikrobiologie und Immunologie des Mutter-und-Kind-Instituts (poln. Instytut Matki i Dziecka) wurde. 1954 wurde er zum Mitglied der Polnischen Akademie der Wissenschaften gewählt.
Die Nachkriegsjahre stellten eine Phase intensivster medizinischer Forschungstätigkeit für Fleck dar: In den Jahren nach 1945 betreute er mehr als 50 Doktorarbeiten und publizierte mehr als 80 Studien in polnischen, französischen, englischen und Schweizer wissenschaftlichen Zeitschriften. Vorlesungen und Kongresse besuchte Fleck in Dänemark, Frankreich, der UdSSR, den USA und Brasilien. Im Mittelpunkt seiner Forschungsarbeiten stand ein Abwehrmechanismus (das Phänomen der Zusammenballung von Leukozyten unter Bedingungen des Stresses und bei Infektionen), den er Leukergie nannte.
Nach einem Herzinfarkt 1956 und einer Krebsdiagnose (Lymphosarkom) 1957 emigrierte Fleck mit seiner Frau zum Sohn Ryszard, der bereits nach dem Krieg nach Israel ausgewandert war. Hier arbeitete Fleck am Israelischen Institut für biologische Forschung in Nes Ziona als Leiter der Abteilung für experimentelle Pathologie, 1959 wurde er zum Visiting Professor für Mikrobiologie an der medizinischen Fakultät der Hebräischen Universität Jerusalem ernannt.
Am 5. Juni 1961 starb Ludwik Fleck im Alter von 64 Jahren nach einem zweiten Herzinfarkt in Nes Ziona.

## Frühe wissenschaftstheoretische Schriften
Flecks erste wissenschaftstheoretische Arbeit Über einige spezifische Merkmale des ärztlichen Denkens wurde 1927 in polnischer Sprache publiziert und basierte auf einem Vortrag, den er 1926 vor der Gesellschaft der Freunde der Geschichte der Medizin in Lemberg gehalten hatte. Der Vortrag verdeutlicht, auf welche Weise Flecks Wissenschaftsverständnis durch seinen medizinischen Standpunkt geprägt wurde. Nach Fleck zeichnet sich die Medizin durch eine Reihe von Merkmalen aus, die von Wissenschaftstheoretikern und -historikern vernachlässigt werden, da sie in der Regel von dem Paradigma der Physik oder Chemie ausgehen. „Der Gegenstand ärztlicher Erkenntnis selbst unterscheidet sich im Grundsatz vom Gegenstand naturwissenschaftlicher Erkenntnis. Während der Naturwissenschaftler typische, normale Phänomene sucht, studiert der Arzt gerade die nichttypischen, nicht normalen, krankhaften Phänomene.“ Dies habe zur Folge, dass das Ziel des medizinischen Denkens nicht auf die Formulierung allgemeiner Naturgesetze ausgerichtet sei und dass die Krankheitstypen der medizinischen Taxonomie zwangsläufig idealisierte Fiktionen darstellten. Die medizinische Beschreibung könne daher auch keine allgemeingültige Theorie formulieren, sondern sei immer an praktisch dominierte Standpunkte gebunden.
Flecks Theorie des ärztlichen Denkens nimmt bereits einige seiner später ausformulierten Ideen zur Kontextgebundenheit des Wissens voraus, bleibt jedoch auf die Medizin beschränkt, während den klassischen Naturwissenschaften eine Beschreibung der Welt durch allgemeine Naturgesetze zugesprochen wird. Dies ändert sich allerdings bereits mit Flecks zweitem wissenschaftstheoretischen Aufsatz Zur Krise der „Wirklichkeit“, der 1929 in der Zeitschrift Die Naturwissenschaften erschien. Dieser Aufsatz enthält einige von Flecks am stärksten relativistisch anmutenden Beschreibungen, die auf jede Form von Denken und Wissenschaft bezogen sind: „Jedes denkende Individuum hat also als Mitglied irgendeiner Gesellschaft seine eigene Wirklichkeit, in der und nach der es lebt. Jeder Mensch besitzt sogar viele, zum Teil widersprechende Wirklichkeiten: die Wirklichkeit des alltäglichen Lebens, eine berufliche, eine religiöse, eine politische und eine kleine wissenschaftliche Wirklichkeit.“ Flecks Aufsatz war eine Reaktion auf Kurt Riezlers Artikel Die Krise der ‚Wirklichkeit’, der ein Jahr zuvor in der gleichen Zeitschrift erschienen war. Nach Riezler befindet sich die Idee einer absoluten Wirklichkeit in der Krise, da im Rahmen der Relativitätstheorie und Quantenphysik das scheinbar sicherste Wissen erschüttert werde und die strikten Naturgesetze durch „statistische Gesetzmäßigkeiten“ ersetzt würden. Fleck reagiert auf diese Diagnose, indem er fordert, die Idee einer absoluten Wirklichkeit aufzugeben und die Verschränkung von Beobachter und Beobachtetem von der Quantentheorie allgemein auf die Wissenschaften auszudehnen.
Der Wissenschaftshistoriker Christian Bonah hat darauf hingewiesen, dass die naturwissenschaftlichen Krisendebatten der Zwischenkriegszeit nicht auf die Physik beschränkt blieben, sondern auch in Flecks eigenem Forschungsgebiet, der Medizin, eine herausragende Bedeutung erlangten. 1929 veröffentlichte etwa Julius Moses einen Text mit dem Titel Die Krise der Medizin, in dem er den medizinischen Disziplinen vorwarf, sich mit einem zunehmend mechanisierten Zugang von den Patienten und ihren Problemen entfernt zu haben. Die Kritik der modernen Medizin erreichte 1930 im Zuge des Lübecker Impfunglücks ihren Höhepunkt, bei dem 77 Kinder infolge eines kontaminierten Tuberkuloseimpfstoffes starben. Bonah argumentiert, dass Flecks Werk auch als eine Reaktion auf das Krisendenken in der zeitgenössischen Medizin zu verstehen ist.

## Entstehung und Entwicklung einer wissenschaftlichen Tatsache
Fleck verband wissenschaftliches und philosophisches Denken, einzelwissenschaftliche Analyse und allgemeine Wissenschaftstheorie. Im Gegensatz zu den führenden Wissenschaftstheoretikern seiner Zeit, wie etwa Karl Popper, orientierte er sich nicht an idealisierten Fällen der Physik, sondern an Forschungen in der Medizin und Biologie. Er entwickelte in seinem Hauptwerk Entstehung und Entwicklung einer wissenschaftlichen Tatsache die Begriffe Denkstil und Denkkollektiv. Der Begriff des Denkstils wurde in der Wissenschaftstheorie, gemäß Keil das Flecksche Modell eines „Paradigmenwechsels“ usurpierend, von Thomas Kuhn in Form des Paradigmas wieder aufgegriffen. Die Idee, die Fleck mit dem Konzept des Denkkollektivs verband, findet sich in Kuhns Konzeption der Normalwissenschaft.

### Denkkollektiv
Erkenntnis ist nach Ansicht Flecks ein soziales Phänomen und daher nicht als eine zweiseitige Relation zwischen Subjekt und Objekt zu verstehen. Vielmehr müsse als dritter Faktor im Erkenntnisprozess das Denkkollektiv eingeführt werden, das „als Gemeinschaft der Menschen, die im Gedankenaustausch oder in gedanklicher Wechselwirkung stehen“ definiert wird. In diesem Sinne sei das Denkkollektiv der „Träger geschichtlicher Entwicklung eines Denkgebietes, eines bestimmten Wissensbestandes und Kulturstandes, also eines besonderen Denkstils.“
Der Begriff des Denkkollektivs ist im Werk Flecks allgemein gefasst, so dass er sich auf verschiedene soziale Zusammenhänge anwenden lässt. So behandelt Fleck etwa Wissenschaftlergruppen als Denkkollektive, wenn sie sich auf einer gemeinsamen experimentellen und theoretischen Basis mit einem Problem beschäftigen. Zugleich erörtert er jedoch auch breitere außerwissenschaftliche Zusammenhänge unter Bezug auf das Denkstilkonzept. In diesem Sinne könne etwa die Modewelt oder eine Religionsgemeinschaft ein Denkkollektiv bilden. Fleck entwickelt den Begriff des Denkkollektivs am Beispiel der Wissenschaftlergruppen, die an der Diagnostik der Syphilis arbeiteten und letztlich zum Verfahren der (Bordet-)Wassermann-Reaktion gelangten.
In seiner einfachsten Form entstehe ein Denkkollektiv, wenn „zwei oder mehrere Menschen Gedanken austauschen“. Von einer solchen zufälligen Konstellation seien jedoch stabile Denkkollektive zu unterscheiden, die sich durch einen etablierten Denkstil mit Beharrungstendenz auszeichnen. Beharrungstendenz meint, dass die wesentlichen Überzeugungen und Handlungsmuster von den Mitgliedern des Denkkollektivs als so selbstverständlich wahrgenommen werden, dass eine Veränderung undenkbar erscheint. Dass es dennoch zu Veränderungen komme, lasse sich primär durch den interkollektiven Gedankenverkehr erklären, der immer „eine Verschiebung oder Veränderung der Denkwerte zur Folge habe.“
Schließlich postuliert Fleck eine interne Struktur des Denkkollektivs, die sich sozialwissenschaftlich analysieren lasse. Von besonderer Bedeutung sei die Unterscheidung zwischen einem esoterischen Kreis der Fachspezialisten und einem exoterischen Kreis der interessierten Laien. Zwischen diesen beiden Extremen gebe es eine Reihe von Abstufungen, so könne etwa der allgemeine Biologe eine Mittelrolle zwischen dem spezialisierten mikrobiologischen Syphilisforscher und dem interessierten Laien einnehmen. Der internen Struktur des Denkkollektivs entsprechen nach Ansicht Flecks verschiedene Publikationsformen: Die Zeitschriftenwissenschaft, die Handbuchwissenschaft und die populäre Wissenschaft. Dabei wirke jedoch nicht nur der esoterische Kreis auf die Peripherie, der intrakollektive Gedankenverkehr gehe vielmehr in beide Richtungen: Die populäre Wissenschaft „bildet die spezifische öffentliche Meinung und die Weltanschauung und wirkt in dieser Gestalt auf den Fachmann zurück“.

### Denkstil
Das Denkkollektiv wird durch einen Denkstil zusammengehalten, der von Fleck als „gerichtetes Wahrnehmen, mit entsprechendem gedanklichen und sachlichen Verarbeiten des Wahrgenommenen“ definiert wird. Der Denkstil lege fest, was innerhalb des Kollektivs als wissenschaftliches Problem, evidentes Urteil oder angemessene Methode gelte. Auch was als Wahrheit gelte, könne nur in der stilgemäßen Auflösung von Problemen bestimmt werden:

„Solche stilgemäße Auflösung, nur singular möglich, heißt Wahrheit. Sie ist nicht »relativ« oder gar »subjektiv« im populären Sinne des Wortes. Sie ist immer oder fast immer, innerhalb eines Denkstils, vollständig determiniert. Man kann nie sagen, derselbe Gedanke sei für A wahr und für B falsch. Gehören A und B demselben Denkkollektive an, dann ist der Gedanke für beide entweder wahr oder falsch. Gehören sie aber verschiedenen Denkkollektiven an, so ist es eben nicht derselbe Gedanke, da er für einen von ihnen unklar sein muß oder von ihm anders verstanden wird.“

Der Denkstil werde zwar im intra- und interkollektiven Gedankenaustausch permanent geringfügig verändert, erzeuge jedoch zugleich einen Denkzwang, der grundlegende Veränderungen ver- oder zumindest behindere. Diese Beharrungstendenz im Denkstil wird nach Fleck durch fünf Strategien gesichert. Erstens scheine ein Widerspruch zum Meinungssystem undenkbar, so dass gar nicht erst nach konträren Evidenzen gesucht werde. Sollten dennoch widersprechende Evidenzen auftauchen, so blieben sie zweitens ungesehen und ignoriert. Wenn ein Forscher dennoch auf einen Widerspruch stoße, so bleibe dieser drittens häufig verschwiegen und nicht diskutiert. Sollte der Widerspruch dennoch offensichtlich werden, so werde er viertens mittels großer Kraftanstrengung in das Meinungssystem integriert. Insbesondere dieses Merkmal hat in der neueren Wissenschaftsgeschichte und -theorie große Beachtung gefunden. Ein klassisches Beispiel ist die Konstruktion von Epizyklen zur Verteidigung des geozentrischen Weltbildes. Schließlich argumentiert Fleck, dass ein Denkstil sogar  Beobachtungen erdichte, die der herrschenden Anschauung entsprechen. So wurde etwa die Analogie maskuliner und femininer Geschlechtsteile in zahlreichen anatomischen Lehrbüchern gezeichnet, auch wenn sie dem heutigen Beobachter als pure Fiktion erscheint.
Wenn es trotz derartiger Mechanismen zu einer grundlegenden Veränderung des Denkstils kommt, so verschwinden nach Fleck die alten Meinungssysteme nicht vollständig. Zum einen gebe es Minderheiten, die an einem alten Denkstil festhalten, wie etwa an der Astrologie, Alchemie und Magie. Zudem sei jeder Denkstil wesentlich durch seine Vorgänger geprägt. „Wahrscheinlich bilden sich nur sehr wenige vollkommen neue Begriffe ohne irgendeine Beziehung zu früheren Denkstilen. Nur ihre Färbung ändert sich zumeist, wie der wissenschaftliche Begriff der Kraft dem alltäglichen Kraftbegriff oder der neue Syphilisbegriff dem mystischen entstammt.“
Obwohl jeder Denkstil somit auf den Schultern vergangener Meinungssysteme stehe, können die Veränderungen so grundlegend sein, dass Denkstile eine vollkommen fremde Gedankenwelt konstituieren. Als Illustration verweist Fleck etwa auf einen Text aus dem 18. Jahrhundert, der behauptet, dass man nach dem Essen leichter als vor dem Essen sei, so wie auch Lebende leichter als Tote und fröhliche Menschen leichter als traurige Menschen seien. Aus der Perspektive des modernen Begriffs der Schwere scheinen diese Behauptungen absurd, allerdings beruhten sie auf einer in sich kohärenten Verknüpfung von Schwere, Schwerfälligkeit und Schwermut: „Diese Menschen haben beobachtet, nachgedacht, Ähnlichkeiten gefunden und verbunden, allgemeine Prinzipien aufgestellt – und doch ein ganz anderes Wissen aufgebaut als wir.“

## Rezeption

### Vor dem Zweiten Weltkrieg
Flecks Arbeiten wurden vor dem Zweiten Weltkrieg nur spärlich rezipiert. Einerseits war das intellektuelle Klima der späten 1920er und frühen 1930er Jahren günstig für Flecks Thesen, wie etwa die sich entwickelnde Wissenssoziologie Karl Mannheims und die Krisendebatten in den deutschsprachigen Wissenschaften zeigen. Andererseits nahm Fleck als Immunologe im polnischen Lemberg sowohl beruflich als auch geographisch eine Außenseiterposition in der wissenschaftstheoretischen Debatte ein. Hinzu kam der zunehmende Antisemitismus, der die Rezeption von Flecks 1935 in deutscher Sprache veröffentlichtem Hauptwerk stark einschränkte.
Dennoch blieben Flecks Arbeiten nicht vollständig unberücksichtigt. Ab 1937 führte Fleck etwa eine Debatte mit der polnischen Wissenschaftstheoretikerin Izydora Dąmbska, die als Vertreterin der Lemberg-Warschau-Schule stark vom zeitgenössischen Neopositivismus beeinflusst war. Dąmbska warf Fleck vor, einen inakzeptablen Relativismus zu propagieren, da „aus der Verneinung der Möglichkeit einer intersubjektiven Erkenntnis die Ablehnung der Möglichkeit von Wissenschaft“ folge. Fleck reagierte auf die Kritik mit einer Verteidigung der Denkstiltheorie, die von veralteten Vorurteilen befreien und neue forschungswürdige Bereiche enthüllen würde. „In diesem Sinne, das heisst wegen ihrer befreienden und heuristischen Rolle, meine ich, dass sie wahr ist.“
Thomas Schnelle und Lothar Schäfer verweisen auf insgesamt 20 Rezensionen von Flecks Monographie, die jedoch größtenteils in medizinischen Fachzeitschriften erschienen und keine breite wissenschaftstheoretische Debatte auslösten. Besonders kritisch setzte sich der Anatom Hans Petersen in einer Rezension in der Klinischen Wochenschrift mit der Lehre von Ludwik Fleck auseinander.

### Zögerliche Wiederentdeckung
Nach dem Zweiten Weltkrieg gerieten Flecks Schriften weitgehend in Vergessenheit. Zwar bemühte sich Fleck um eine Neuauflage seines Werks, der Verlag hatte jedoch Bedenken, da auch 1959 noch 258 Exemplare der Erstauflage vorhanden waren. Zu einer langsamen Wiederentdeckung kam es erst ein Jahr nach Flecks Tod 1961 durch die Erwähnung im Vorwort von Thomas Kuhns Die Struktur wissenschaftlicher Revolutionen. Kuhn war eher zufällig auf das Werk Flecks gestoßen und merkte im Vorwort an, dass es viele seiner Gedanken vorwegnehme.
Jenseits dieser kurzen Bemerkung ging Kuhn nicht weiter auf Fleck ein. Erst in den 1970er Jahren erschienen Arbeiten, die sich detaillierter mit seinem Werk auseinandersetzen. Diese Arbeiten blieben jedoch vereinzelt und betrachteten Fleck häufig aus der Perspektive eines historischen Vorläufers Kuhns. Doch es gab auch eine verdeckte (klandestine) Rezeption Flecks, z. B. bei Karl Eduard Rothschuh und Hans Blumenberg. Zu einer breiten und eigenständigen Rezeption kam es nach 1980 durch die um eine Einleitung erweiterte Neuauflage der Entstehung und Entwicklung einer wissenschaftlichen Tatsache, herausgegeben von Lothar Schäfer und Thomas Schnelle. Eine englischsprachige Ausgabe wurde von Thaddeus J. Trenn und Robert K. Merton 1979 bei University of Chicago Press herausgegeben.

### Neuere Rezeption
Flecks Werk hat sich zu einem Klassiker der Wissenschaftsgeschichte, -soziologie und -theorie entwickelt. Im Jahr 2000 erklärten beispielsweise Erich Otto Graf und Karl Mutter, dass Fleck „weitgehend im Mainstream“ der entsprechenden Forschung aufgegangen sei. Derartige Einschätzungen beziehen sich insbesondere auf Flecks These, dass sich die Entwicklung der Wissenschaften nicht unter Bezug auf allgemeine Erkenntniskriterien und Methoden rekonstruieren lasse. Im Sinne von Flecks Denkstiltheorie müssten vielmehr verschiedene methodologische, soziale und forschungspraktische Faktoren berücksichtigt werden, die zudem selbst dem historischen Wandel unterworfen seien. Eine besondere Beachtung erfährt Fleck im Rahmen der so genannten historischen Epistemologie, die die historische Entwicklung zentraler Erkenntnisbegriffe wie Beobachtung, Experiment, Objektivität oder Argument untersucht.
Umstritten bleibt Flecks Werk im Verhältnis von Erkenntnistheorie und Relativismus: Wenn wissenschaftliche Tatsachen nur im Rahmen eines bestimmten Denkstils Gültigkeit beanspruchen können, stellt sich die Frage nach der Existenz von denkstilunabhängigen Tatsachen und somit einer denkstilunabhängigen Realität. Zu den schärfsten Kritikerinnen gehört Eva Hedfors, die Fleck als einen „Sokal vor Sokal“ bezeichnete und hierfür selbst massiver Kritik ausgesetzt war. Claus Zittel argumentiert, dass es im Werk Flecks eine Spannung zwischen relativistischen Annahmen und Allgemeingültigkeit beanspruchenden Thesen zur Funktion des Denkstils gebe.

## Auszeichnungen
- 1951: Polnischer Staatspreis für wissenschaftliche Leistungen II. Grades
- 1954: Mitglied der Polnischen Akademie der Wissenschaften
- 1955: Orden Polonia Restituta in der Offiziersklasse.[54]

## Schriften
- Entstehung und Entwicklung einer wissenschaftlichen Tatsache. Einführung in die Lehre vom Denkstil und Denkkollektiv. Mit einer Einleitung herausgegeben von Lothar Schäfer und Thomas Schnelle (= suhrkamp taschenbuch wissenschaft. Nr. 312). Suhrkamp, Frankfurt am Main 1980, ISBN 3-518-07912-3 (textidentisch mit der 1935 bei Benno Schwabe & Co. in Basel erschienenen ersten Ausgabe).
- Erfahrung und Tatsache. Gesammelte Aufsätze. Mit einer Einleitung herausgegeben von Lothar Schäfer und Thomas Schnelle (= suhrkamp taschenbuch wissenschaft. Nr. 404). Suhrkamp, Frankfurt am Main 1983, ISBN 3-518-28004-X.
- Denkstile und Tatsachen. Gesammelte Schriften und Zeugnisse. Herausgegeben und kommentiert von Sylwia Werner und Claus Zittel, unter Mitarbeit von Frank Stahnisch (= suhrkamp taschenbuch wissenschaft. Nr. 1953). Suhrkamp, Berlin 2011, ISBN 978-3-518-29553-3 (mit vollständiger Bibliographie, S. 656–672).